# Charles Murray Turpin
Charles Murray Turpin (* 4. März 1878 in Kingston, Luzerne County, Pennsylvania; † 4. Juni 1946 ebenda) war ein US-amerikanischer Politiker. Zwischen 1929 und 1937 vertrat er den Bundesstaat Pennsylvania im US-Repräsentantenhaus.

## Werdegang
Charles Turpin besuchte die öffentlichen Schulen und die High Schools seiner Heimat sowie das Wyoming Seminary in Kingston. Zwischen 1896 und 1901 war er Mitglied der Nationalgarde von Pennsylvania, in der er es bis zum Hauptmann brachte. Er nahm auch am Spanisch-Amerikanischen Krieg von 1898 teil. Danach arbeitete er als Schreiner, Verkäufer und Dampfschiffkapitän. Nach einem Studium der Zahnmedizin an der University of Pennsylvania in Philadelphia und seiner 1905 erfolgten Zulassung als Zahnarzt begann er in Kingston in diesem Beruf zu praktizieren. Von 1916 bis 1922 gehörte er auch dem dortigen Schulausschuss an; von 1922 bis 1926 war er Ortsvorsteher (Burgess) von Kingston. Danach übte er zwischen 1926 und 1929 die Funktion des Prothonotary im Luzerne County aus. Politisch war er Mitglied der Republikanischen Partei.
Nach dem Tod des Abgeordneten John J. Casey wurde Turpin bei der fälligen Nachwahl für den zwölften Sitz von Pennsylvania als dessen Nachfolger in das US-Repräsentantenhaus in Washington, D.C. gewählt, wo er am 4. Juni 1929 sein neues Mandat antrat. Nach zwei Wiederwahlen konnte er bis zum 3. Januar 1937 im Kongress verbleiben. Seit 1933 wurden dort die ersten New-Deal-Gesetze der Roosevelt-Regierung verabschiedet, denen Turpins Partei eher ablehnend gegenüberstand. 1935 wurden erstmals die Bestimmungen des 20. Verfassungszusatzes angewendet, wonach die Legislaturperiode des Kongresses jeweils am 3. Januar endet bzw. beginnt.
Im Jahr 1936 wurde Charles Turpin nicht wiedergewählt. Nach dem Ende seiner Zeit im US-Repräsentantenhaus arbeitete er als Assistant Chief Clerk für die Verwaltung des Luzerne County. Er starb am 4. Juni 1946 in seinem Heimatort Kingston.